# 켈리 제이클
켈리 제이클(Kelley Jakle, 1989년 6월 27일 ~ )은 미국의 배우, 싱어송라이터이다.

## 출연 작품
- 피치 퍼펙트 3 (2017)
- 피치 퍼펙트: 언프리티 걸즈 (2015)
- 더 420 무비: 메리 & 제인 (2014)
- 피치 퍼펙트 (2012)